# Knottenfjorden
Knottenfjorden er en fjord i Flatanger kommune i Trøndelag fylke i Norge. Fjorden går 3 kilometer mod sydøst til gården Fjellheim i Knottbugten. 
Fjorden har indløb mellem Storkløvningen i vest og Bårdvikodden i øst. Knottbukta er en bugt i den indre del af fjorden som grænser til gården Knotten på nordsiden. Vest for Knotten, på anden siden af fjorden, ligger gården Vollan.